# Fabula Nova Crystallis: Final Fantasy
Fabula Nova Crystallis: Final Fantasy es el nombre colectivo de una serie de juegos bajo la marca Final Fantasy XIII desarrollados por Square Enix. Fabula Nova Crystallis es el nombre en latín de la compilación, cuyo significado sería la Nueva Fábula del Cristal, retomando el tema recurrente de los cristales de poder y desarrollando diferentes historias en el mismo universo.
La página oficial de Square Enix traduce Fabula Nova Crystallis como "the new tale of the crystal" (la nueva fábula del cristal). Sin embargo, no es del todo exacto sabiendo que la palabra latina para cristal es "crystallus (-i)," de la segunda declinación. 
Para reflejar lo que se ha querido decir el título correcto sería Fabula Nova Crystalli. No obstante, sabiendo que crystallis es el dativo, se podría haber traducido como "una nueva fábula para los cristales".
Esta compilación de Final Fantasy fue presentada el 2006 en el Festival E3 de Los Ángeles y nuevos datos aparecieron en el Game Tokio Show de Japón del mismo año. Contiene siete capítulos: 
- Final Fantasy XIII
- Final Fantasy XIII-2
- Lightning Returns: Final Fantasy XIII
- Final Fantasy XV
- Final Fantasy Type-0
- Final Fantasy Agito
- Final Fantasy Type-Next
- Square Enix anunció que habrá más de tres títulos dentro de Fabula Nova Crystallis, pero sin especificar cuántos, aunque por el momento son cinco los juegos que conforman esta colección.

Square-Enix desmintió el rumor de mostrar tan prematuramente la decimotercera entrega de la saga. Pero la noche en la que la PS3 definitiva se presentaba en sociedad, se presentó la saga Fabula Nova Cristallis con un tráiler del Final Fantasy XIII.
En enero de 2011 se cambió el nombre de Fabula Nova Crystallis: Final Fantasy XIII a Fabula Nova Crystallis: Final Fantasy debido al cambio de nombre de Final Fantasy Agito XIII a Final Fantasy Type 0.

## Final Fantasy XIII
Final Fantasy XIII es el título fundamental de la compilación (disponible en PS3, Xbox 360 y PC)
Final Fantasy XIII, además de demostrar una calidad gráfica fuera de lo común, han sorprendido por el cambio entre los FMV y escenas in-game que apenas percibe el ojo humano gracias al nuevo Engine (llamado "White Engine"). También muestra cambios en el sistema de batalla, que deja de ser el clásico sistema de turnos y apuesta por un sistema con mucha más interactividad, una dinámica más agresiva y que se intuye que pone a prueba los reflejos y habilidades de los jugadores. 
Con respecto de la historia, inicialmente se desarrolla en un sector llamado "el nido" que es un planetoide cercano a un planeta, controlas a Lightning, una oficial de PSICOM quien busca salvar a su hermana de la "purga", se infiltra en un tren. Posteriormente, tanto ella como otros 4 camaradas se transformarán en Lu'Cie (una especie de maldecidos por los Fal'Cie), si estos deciden no obedecer la misión de los Fal'Cie se convierten en Cie'th (Seres sin voluntad propia con cuerpos desfigurados y apariencia horrible) y si logran su misión se cristalizarán. Eventualmente el grupo incluyendo a Lightning, serán 6 personas (por orden de aparición: Sash, Snow, Vanille, Hope y Fang). El final del juego implica enfrentarse contra un Fal'Cie llamado Baldanders, pero antes deberán pelear contra sí mismos para poder obtener el apoyo de un eidolón.
El sistema de crecimiento del jugador es mediante el Cristarium. Con una suficiente cantidad de enemigos vencidos, esta se reflejará en puntos que pueden hacer crecer una de las 6 especialidades. Castigador, Fulminador, Obstructor, Inspirador, Sanador y Protector, estas les darán características específicas a cada miembro del equipo. Otra herramienta importante a considerar es el lente libra, que ayuda a reflejar todas las características de un enemigo, quedando registradas en los datos del juego.
Tuvo dos secuelas "Final fantasy XIII-2" y "Lightning Returns: Final Fantasy XIII" formando una trilogía.

## Final Fantasy XIII-2
Juego que parte con sucesos inmediatos al final de su predecesor, en el que Lightning aparece como guardiana de la diosa Etro  Esta se encuentra en un lugar llamado "Valhalla". La protagonista del juego es su hermana Serah y un joven que viene del tiempo en el que es el único sobreviviente de la humanidad llamado Noel Kreiss. Juntos partirán con la misión de buscar a Lightning mediante portales de tiempo. Su enemigo es Caius Ballad, antagonista de este título quien como porta el título de Valedor está maldito por el corazón del caos y es guardián de las secuencias de tiempo y de aquellas que tienen el poder de oráculo de tiempo, llamadas "Yuul". Aparte de portar una espada similar a la SoulBlade, tiene el poder de convocar a Bahamut.
A diferencia del título anterior, en este sólo se usarán a estos protagonistas. Aparte de un distinto sistema de Cristarium (crecimiento), se cuenta con una habilidad llamada Mesnada (que permite "capturar" y utilizar a un enemigo como ayudante del grupo) y con retrosellos, los cuales habiendo avanzado lo suficiente, ayudan para poder obtener otros desenlaces a ciertos capítulos.

## Lightning Returns
Ocurre 200 años después del final del juego anterior. Lightning, es enviada por Bhunevielza para salvar a la humanidad en un nuevo mundo que está creando. Hope Estheim realiza las labores de guía en el lugar neutral que se llama "El Arca".
En este juego sólo se maneja a Lightning. aunque el sistema de combate está basado en los arquetipos (prendas de vestir, armas y accesorios con características especiales y 2, 3 o 4 espacios disponibles para colocar acciones como magia, defensa, ataque, evasión, contraataque, recarga, etc) El crecimiento del personaje está basado en la resolución de misiones secundarias que pueden originarse en el tablón de ruegos o como parte de la interacción (redentor de almas). Existe una cantidad de días límite antes del final, por lo que las acciones siempre deben ser reguladas con cuidado por el jugador.
Este juego redondea los errores que pudieron estar presentes en las partes anteriores, aunque es recomendable tener conocimiento previo de los juegos anteriores bajo el número XIII antes de ver este final.

## Final Fantasy XV
En la noche de la firma de un tratado de paz entre los reinos de Lucis y Niflheim, en la que la familia real de Tenebrae también asiste, el emperador de Niflheim, Idola Aldercapt, utiliza el tratado como una excusa para derribar la barrera mágica de Insomnia(Capital de Lucis) por lo que su ejército es capaz de tomar el control del cristal de la ciudad.
Las Fuerzas Niflheim arrasan la ciudad de la corona, al parecer matando al rey Regis Caelum. El Hijo del rey Regis, Noctis Lucis Caelum, es declarado muerto, junto con la princesa de Tenebrae llamada Lunafreya Nox Fleuret. Tras el ataque de Niflheim, Lunafreya, quien sobrevive al ataque, vaga por las calles de Insomnia y, finalmente hace su camino hacia Altissa.
El informe de que Noctis ha muerto es una farsa. Cuando el príncipe se da cuenta de que Idola Aldercapt y el resto de Niflheim lo quieren muerto, Noctis y su vasallos, su consejero real, Ignis; su guardaespaldas, Gladiolus; y su amigo de la infancia, Prompto, huyen del país y comienzan un viaje hacia Altissa para encontrarse con Lunafreya.
En el juego nos encontraremos con dos disciplinas de magia: la elemental y de anillos. La primera da acceso a varios hechizos de fuego, hielo y rayo con efectos dispares sobre los escenarios de combate, que serán totalmente interactivos. Así, si por ejemplo nos encontramos en una zona donde llueve, podemos lanzar una descarga para que los enemigos mueran electrocutados. En cuanto a la magia de anillos, esta solo podrá ser empleada por el portador del anillo real de Lucis, una vez avancemos en la trama del juego.
Este Videojuego está disponible en PlayStation 4, Xbox One y PC

## Final Fantasy Type-0
Final Fantasy Type 0 (ファイナル ファンタジー 零 式 Fainaru Fantajī reishiki?) es un videojuego de RPG publicado por Square Enix para PlayStation Portable 
El juego fue anunciado originalmente con el nombre de Final Fantasy Agito XIII (ファイナル ファンタジー アギト XIII Agito Fainaru Fantajī satinado). "Agito" significa "poner en marcha" en latín. Su Director, Hajime Tabata, dijo que le gustaba el título de Agito, pero que el nombre no tenía que ver con el juego Final Fantasy XIII y con el cambio de nombre, quieren desarrollar type-0 en una serie distinta, pero aunque el juego ya no tiene "XIII" en su título, el juego seguirá utilizando la mitología de Fabula Nova Crystallis.
Llegará una versión remasterizada de Final Fantasy Type-0 para PlayStation 4 y Xbox One, junto a una demo para Final Fantasy XV el 17, 19 y 20 de marzo de 2015 para América, Japón y Europa respectivamente.

### Equipo de desarrollo
- Motomu Toriyama (Director)
- Yoshinori Kitase (Productor)
- Tetsuya Nomura (Diseño de personajes)
- Nobuo Uematsu (Composición del tema central)
- Masashi Hamazu (Compositor)
- Eiji Fujii (Director de animación)
- Isamu Kamikokuryou (Director artístico)